# Cecilio Báez
Cecilio Báez González (Asunción, 1º febbraio 1862 – Asunción, 18 giugno 1941) è stato un giornalista, politico liberale paraguaiano. Fu presidente provvisorio del Paraguay dal 1905 al 1906.
Laureato in Legge e Scienze Sociali (1893), Báez insegnò Storiografia e Sociologia all'Universidad Nacional, di cui fu rettore fino alla morte. Funzionario del Ministero dell'Interno, nel 1887 partecipò alla fondazione del Centro Democrático (poi Partido Liberal) e dopo il fallimento della rivoluzione liberale del 1891 esulò a Formosa (Argentina). Rimpatriato nel 1892, aderì alla massoneria (1894), giungendo a diventare gran maestro del Gran Oriente del Paraguay.
Cancelliere con diversi governanti, fu deputato (1896) e senatore (1901) e partecipò come diplomatico a vari congressi e conferenze americane. Giornalista, collaborò al “Combate” di Formosa e dal 1894 diresse “El Pueblo”.
Il 9 dicembre 1905 il Congresso Nazionale depose il presidente provvisorio Juan Bautista Gaona ed elesse Báez alla presidenza provvisoria fino alla conclusione della legislatura (25 novembre 1906).